# Aba (nymf)
Aba (grek. Αβα) var en najadnymf i den grekiska mytologin. Hon bodde i källan, brunnen eller fontänen i staden Ergiske i Kikonien. Hon var möjligtvis dotter till floden Hebros och var mor till Poseidons son Ergiskos.